# Crenopharynx
Crenopharynx är ett släkte av rundmaskar. Enligt Catalogue of Life ingår Crenopharynx i familjen Phanodermatidae, men enligt Dyntaxa är tillhörigheten istället familjen Phanerodermatidae.
Kladogram enligt Catalogue of Life och Dyntaxa:
| Crenopharynx | \| \| Crenopharynx afra \| \| \| \| \| \| Crenopharynx gracile \| \| \| \| \| \| Crenopharynx marioni \| \| \| \| \| \| Crenopharynx paralepturus \| \| \| \| |
|              | \| \| Crenopharynx afra \| \| \| \| \| \| Crenopharynx gracile \| \| \| \| \| \| Crenopharynx marioni \| \| \| \| \| \| Crenopharynx paralepturus \| \| \| \| |
|              | Dayellus |
|              | |
|              | Klugea |
|              | |
|              | Micoletzkyia |
|              | |
|              | Paraphanoderma |
|              | |
|              | Phanoderma |
|              | |
|              | Phanodermella |
|              | |
|              | Phanodermopsis |
|              | |
|              | Crenopharynx afra |
|              | |
|              | Crenopharynx gracile |
|              | |
|              | Crenopharynx marioni |
|              | |
|              | Crenopharynx paralepturus |
|              | |

|  | Crenopharynx afra         |
|  |                           |
|  | Crenopharynx gracile      |
|  |                           |
|  | Crenopharynx marioni      |
|  |                           |
|  | Crenopharynx paralepturus |
|  |                           |